# لری خرم‌آبادی
لری فیلی یا لری خرم‌آبادی گویشی از زبان لری است که لرهای فیلی به آن سخن می‌گویند. لری فیلی درواقع نام دیگر لری خرم‌آبادی است، لری خرم‌آبادی گویش اصلی ساکنان خرم‌آباد و یکی از گویش‌های اصلی زبان لری است خرم‌آباد یکی از مراکز مهم گویشوران لری شمالی است. این گویش اکثراً در خرم‌آباد مورد استفاده قرار می‌گیرد و با گویش‌های ایلات اطراف خرم‌آباد تشابه زیادی دارد. ولی همچنان تفاوت‌هایی هم وجود دارد و با لکی به عنوان همسایگان قدیمی در عین تفاوت دارای قرابتهای زبانی بسیاری است. ۶۹درصد واژگان میان لری خرم‌آبادی و لکی و ۸۵٪ با فارسی و ۷۳٪ با بختیاری مشترک هستند.
سرزمین تاریخی لرهای فیلی لرستان فیلی نام داشته که امروزه نیز در این مناطق لرهای فیلی سکونت دارند.